# Victoria Wood
Victoria Wood CBE, född 19 maj 1953 i Prestwich i Greater Manchester, död 20 april 2016 i London, var en brittisk komiker, skådespelerska, sångerska och låtskrivare. Wood skrev och medverkade i sketcher, teaterpjäser, filmer och sitcom-serier. Hon gjorde även humorshower där hon också framförde sin egen musik och sång live. Hon medverkade i sitcoms för BBC som Dinnerladies. Hon har även medverkat i Victoria Wood as Seen on TV och Acorn Antiques.